# Ulrike Puchner
Ulrike Puchner (* 19. Juli 1972) ist eine österreichische Langstreckenläuferin.
1997 und 2001 wurde sie nationale Meisterin im Marathon und 1998 im Halbmarathon. 1996 und 1997 siegte sie beim Graz-Marathon. Ihre persönliche Bestzeit von 2:43:25 h stellte sie beim Berlin-Marathon 1996 auf, bei dem sie auf den 15. Platz kam.
Bei den Berglauf-Weltmeisterschaften 1992 belegte sie Platz 47, bei den Berglauf-Europameisterschaften 1997 Platz 25.
Ulrike Puchner startete zunächst für den LCAV doubrava, später für TriRun Linz.

## Persönliche Bestleistungen
- 5000-Meter-Lauf: 17:33,61 min, 19. August 2000, Wien
- 10.000-Meter-Lauf: 35:51,14 min, 16. Mai 1998, Gratkorn
- Halbmarathon: 1:16:07 h, 9. April 2000, Wels
- Marathon: 2:43:25 h, 29. September 1996, Berlin